# بخش لکسهوبس
بخش لکسهوبس (به لاتین: Lascahobas Arrondissement) یک منطقهٔ مسکونی در هائیتی است که در شهرستان مرکزی واقع شده‌است. بخش لکسهوبس ۶۲۳٫۱۶ کیلومتر مربع مساحت و ۱۶۸٬۶۸۵ نفر جمعیت دارد.